# Torosay Castle

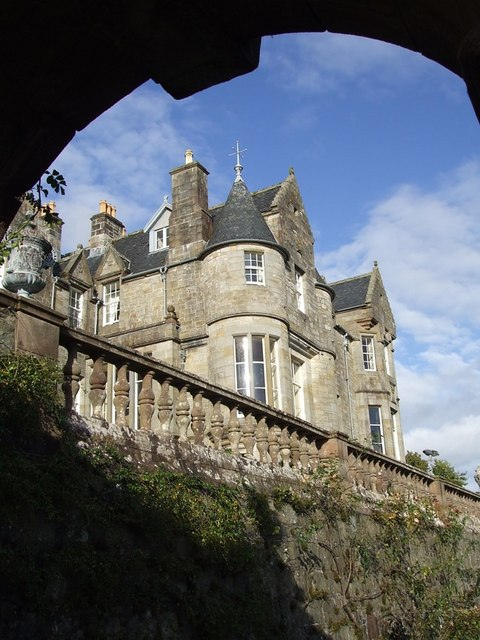
Torosay Castle

Torosay Castle is een groot huis op ongeveer 2,5 km ten zuiden van Craignure op het eiland Mull, op de Schotse Binnen-Hebriden.
Het was ontworpen door architect David Bryce voor John Campbell of Possil in de Schotse Baronial stijl, en is afgewerkt in 1858. Torosay is omringd door een 4,9 ha grote spectaculaire tuin, die tevens aan aantal terrassen inhoud. De tuin is aangelegd aan het begin van de 20e eeuw en toegeschreven worden aan Robert Lorimer. Het kasteel en zijn tuinen zijn open voor het publiek en kunnen bereikt worden per trein vanaf Craignure ferry terminal.
De beeldentrap in de tuin toont 19 beelden in de stijl van de Italiaanse beeldhouwer Antonio Bonazza. De beelden werden gekocht door de toenmalige eigenaar Walter Murray Guthrie in een teloorgane tuin nabij Milaan en werden zo goed als gratis verscheept naar Schotland als ballast voor een vrachtschip.
John Campbell of Possil verkocht het kasteel en het domein in 1865 aan Arburthnot Charles Guthrie, een welstellende Londense zakenman. Het diende als zijn buitenverblijf. Het kasteel heft meer dan 60 kamers en is omring door de ruime tuin van 4,9 ha. Ten gevolge van de verkoop van Guthrie Castle door de Guthrie familie werd Torosay over het algemeen beschouwd als de zetel van de Clan Guthrie. In 2012 werd Torosay castle verkocht aan het McLean Fund. Na een sluiting voor renovatie werd het heropend voor het publiek in december 2013. Christopher Guthrie-James, de voormalige Laird van het domein zei dat het "eerder een opluchting dan een verdriet was om Torosay te verkopen." Kenneth Donald McLean, de zesde Liard, spendeerde meer dan 1 miljoen pond aan de renovatie van het kasteel en de tuinen. Het kasteel en de tuinen zijn gesloten voor het publiek tijdens de zomer.
De romanschrijfster Angela du Maurier, de oudere zuster van Dame Daphne du Maurier, zou enige tijd op Torosay geresideerd hebben als goede vriendin van Olive Guthrie (overgootmoeder van de voormalige eigenaars). Angela droeg haar boek Weep No More (1940) op aan "Olive Guthrie of Torosay." Andere bezoekers gedurende de dertiger jaren waren Winston Churchill (Olive Guthrie was zijn tante door huwelijk) en koning George II van Griekenland.

## Champagne vondst
In juli 2008 werd de oudste fles Veuve Clicquot champagne ontdekt binnenin een buffetmeubel in Torosay Castle. De fles van 1893 was als in nieuwstaat. Er wordt verondersteld dat ze minstens sinds 1897 in de donkere binnenzijde van het buffet verstopt zat. De fles is nu uitgestald in het Veuve Clicquot bezoekerscentrum in Reims en wordt als onschatbaar beschouwd.